# Pantoporia phrygia
Pantoporia phrygia är en fjärilsart som beskrevs av Felder 1863. Pantoporia phrygia ingår i släktet Pantoporia och familjen praktfjärilar. Inga underarter finns listade i Catalogue of Life.